# When Supernatural Battles Became Commonplace
When Supernatural Battles Became Commonplace (異能バトルは日常系のなかで?, Inō-batoru wa nichijō-kei no naka de, lett. "Battaglie soprannaturali in giornate normali") è una serie di light novel scritta da Kota Nozomi e illustrata da 029, pubblicata in tredici volumi da SB Creative, sotto l'etichetta GA Bunko, tra giugno 2012 e gennaio 2018. Un adattamento manga di Kōsuke Kurose è stato serializzato sul Comp Ace di Kadokawa Shoten tra il 2013 e il 2015. Un adattamento anime, prodotto da Trigger, è stato trasmesso in Giappone tra il 6 ottobre e il 22 dicembre 2014.

## Trama
I cinque membri del club di letteratura del liceo Senkō — Jurai, Tomoyo, Hatoko, Sayumi e Chifuyu — hanno sviluppato in qualche modo dei superpoteri. La loro vita quotidiana prevede l'utilizzo continuo delle loro abilità sovrannaturali, in quanto costretti a combattere contro altri individui dai poteri più o meno simili ai loro.

## Personaggi

Il protagonista Jurai Andō

### Club di letteratura
Jurai Andō (安藤 寿来?, Andō Jurai)
Doppiato da: Mamoru Miyano (drama-CD), Nobuhiko Okamoto (anime)
Il protagonista, ossia un ragazzo affetto da un grave caso di chūnibyō che persiste anche dopo aver ottenuto dei superpoteri. È colui che dà un nome scritto in kanji ai poteri di tutti quanti, assegnandogli poi una lettura inglese. Il suo potere è il "Dark and Dark" (黒焰?, Dāku ando Dāku, lett. "Fiamma nera"), cioè una fiamma nera apparentemente inutile che non è calda e non ha nessun potere d'attacco. Tuttavia più tardi egli ne "risveglia" una forma molto più potente, chiamata "Dark and Dark of the End", che brucia continuamente la mano del suo utilizzatore senza poter essere fermata, tanto che l'unico modo per liberarsene è per l'appunto amputarsi la mano.
Tomoyo Kanzaki (神崎 灯代?, Kanzaki Tomoyo)
Doppiata da: Asami Imai (drama-CD), Haruka Yamazaki (anime)
Una ragazza dai capelli rossi che rimane sempre stupefatta davanti alle stramberie di Jurai e che prova qualcosa per lui. È molto riservata, ma allo stesso tempo non si trattiene mai quando vuole dire le cose così come stanno. Il suo potere è il "Closed Clock" (永遠?, Kurōzudo Kurokku, lett. "Eternità") che le permette di aumentare e diminuire la propria velocità, oppure di fermare il tempo, sebbene non sia anche in grado di riavvolgerlo.
Hatoko Kushikawa (櫛川 鳩子?, Kushikawa Hatoko)
Doppiata da: Hisako Kanemoto (drama-CD), Saori Hayami (anime)
Una ragazza educata con la testa fra le nuvole che spesso prende le stramberie della malattia di Jurai sul serio. È anche un'amica d'infanzia di Jurai ed è innamorata di lui. Il suo potere è l'"Over Element" (五帝?, Ōbā Eremento, lett. "Cinque imperatori") che le permette di manipolare cinque elementi: terra, acqua, fuoco, vento e luce, i quali possono essere pure combinati da lei per avere diversi risultati (come ad esempio usare insieme terra e fuoco per creare magma).
Sayumi Takanashi (高梨 彩弓?, Takanashi Sayumi)
Doppiata da: Yumi Hara (drama-CD), Risa Taneda (anime)
La presidentessa del club di letteratura. Legge sempre libri e sembra anche provare qualcosa per Jurai. Il suo potere è il "Root of Origin" (始原?, Rūto obu Orijin, lett. "Principio") che fa tornare qualsiasi cosa o persona tocchi al suo stadio originale, sebbene l'esatto significato di ciò rimanga alquanto vago. Più tardi "risveglia" anche l'abilità di far tornare persone o oggetti nei luoghi dove si trovavano prima.
Chifuyu Himeki (姫木 千冬?, Himeki Chifuyu)
Doppiata da: Rie Kugimiya (drama-CD), Nanami Yamashita (anime)
Una studentessa del quarto anno delle scuole elementari che è la nipote del consulente del club. Il suo potere è il "World Create" (創世?, Wārudo Kurieito, lett. "Genesi") che le permette di creare materia e spazio.

### Altri personaggi
Mirei Kudō (工藤 美玲?, Kudō Mirei)
Doppiata da: Kana Asumi (drama-CD), Kaori Fukuhara (anime)
La presidentessa del consiglio studentesco. Il suo potere è il "Grateful Robber" (強欲?, Gureitofuru Rabā, lett. "Avidità") che le permette di rubare qualsiasi abilità che viene attivata davanti a lei. Inizialmente scambia una lettera di Jurai per una confessione d'amore (a causa del fatto che "robber" e "lover" in giapponese si pronunciano entrambi rabā) e così finisce per innamorarsi di lui. Dopo che viene rifiutata da Jurai, decide comunque di rimanere sua amica.
Hajime Kiryū (桐生 一?, Kiryū Hajime)
Doppiato da: Tomokazu Seki (drama-CD), Takuma Terashima (anime)
Il fratellastro più grande di Tomoyo. Se ne è andato di casa un anno prima e, come Jurai, soffre anche lui di chūnibyō. Il suo potere è il "Pinpoint Abyss" (深淵?, Pinpointo Abisu).
Hitomi Saito (斉藤 一十三?, Saitō Hitomi)
Il comandante in seconda della gang di Hajime.
Reatier (リーティア?, Rītia)
Doppiata da: Yuka Ōtsubo (drama-CD), Sayuri Hara (anime)
Madoka Kuki (九鬼 円?, Kuki Madoka)
Doppiata da: Emiri Katō
La migliore amica e compagna di classe di Chifuyu, da lei soprannominata "Cookie".
Shizumu Sagami (相模 静夢?, Sagami Shizumu)
Doppiato da: Yoshimasa Hosoya
Un ragazzo che a scuola viene sempre scaricato dalle sue fidanzate per il suo comportamento da otaku. Nonostante a entrambi piacciano gli anime, lui e Jurai non vanno d'accordo.
Shiharu Satomi (里見 詩春?, Satomi Shiharu)
Doppiata da: Kaori Nazuka
Il consulente del club di letteratura, nonché la zia di Chifuyu.
Maiya Takanashi (高梨 舞矢?, Takanashi Maiya)
Doppiata da: Sumire Morohoshi
La sorella minore di Sayumi.

## Media

### Light novel
La serie di light novel, scritta da Kota Nozomi con le illustrazioni di 029, è stata pubblicata in tredici volumi da SB Creative, sotto l'etichetta GA Bunko, tra il 15 giugno 2012 e il 15 gennaio 2018.
| Nº | Data di prima pubblicazione             | Data di prima pubblicazione                                                              | Data di prima pubblicazione |
| Nº | Giapponese                              | Giapponese                                                                               |                             |
| -- | --------------------------------------- | ---------------------------------------------------------------------------------------- | --------------------------- |
| 1  | 15 giugno 2012                          | ISBN 978-4-7973-6991-5                                                                   |                             |
| 2  | 15 ottobre 2012                         | ISBN 978-4-7973-7197-0                                                                   |                             |
| 3  | 15 marzo 2013                           | ISBN 978-4-7973-7303-5                                                                   |                             |
| 4  | 13 luglio 2013                          | ISBN 978-4-7973-7470-4                                                                   |                             |
| 5  | 15 novembre 2013                        | ISBN 978-4-7973-7525-1                                                                   |                             |
| 6  | 15 marzo 2014                           | ISBN 978-4-7973-7660-9                                                                   |                             |
| 7  | 15 luglio 2014                          | ISBN 978-4-7973-7756-9                                                                   |                             |
| 8  | 15 ottobre 2014                         | ISBN 978-4-7973-8017-0                                                                   |                             |
| 9  | 15 novembre 2014                        | ISBN 978-4-7973-8159-7                                                                   |                             |
| 10 | 14 marzo 2015 (ed. regolare & limitata) | ISBN 978-4-7973-8236-5 (ed. regolare) ISBN 978-4-7973-8237-2 (ed. limitata con drama-CD) |                             |
| 11 | 15 aprile 2016                          | ISBN 978-4-7973-8735-3                                                                   |                             |
| 12 | 15 settembre 2016                       | ISBN 978-4-7973-8890-9                                                                   |                             |
| 13 | 15 gennaio 2018                         | ISBN 978-4-7973-9386-6                                                                   |                             |

### Manga
L'adattamento manga di Kōsuke Kurose è stato serializzato sulla rivista Comp Ace della Kadokawa Shoten tra i numeri di settembre 2013 e aprile 2015. I vari capitoli sono stati raccolti in quattro volumi tankōbon, che sono stati pubblicati tra il 26 marzo 2014 e il 26 marzo 2016.

#### Volumi
| Nº | Data di prima pubblicazione | Data di prima pubblicazione | Data di prima pubblicazione |
| Nº | Giapponese                  | Giapponese                  |                             |
| -- | --------------------------- | --------------------------- | --------------------------- |
| 1  | 26 marzo 2014               | ISBN 978-4-04-121067-3      |                             |
| 2  | 26 settembre 2014           | ISBN 978-4-04-102120-0      |                             |
| 3  | 26 novembre 2014            | ISBN 978-4-04-102288-7      |                             |
| 4  | 26 marzo 2015               | ISBN 978-4-04-102879-7      |                             |

### Anime

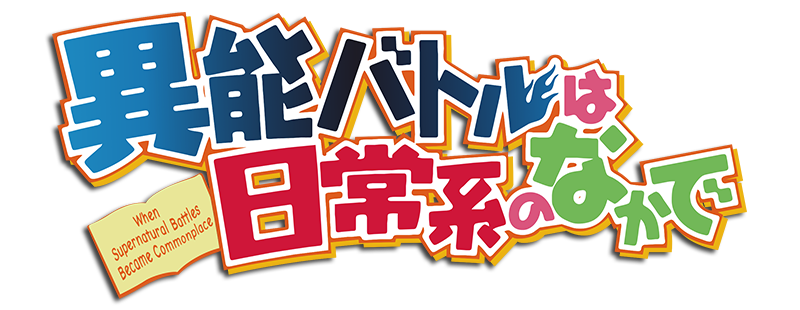
Logo della serie

La serie televisiva anime, prodotta dalla Trigger e diretta da Masanori Takahashi, è andata in onda su TV Tokyo dal 6 ottobre al 22 dicembre 2014. Le sigle di apertura e chiusura sono rispettivamente Overlappers di Qverktett:II (Haruka Yamazaki, Saori Hayami, Risa Taneda e Nanami Yamashita) e You Gotta Love Me! di Kato*Fuku (Emiri Katō e Kaori Fukuhara). In varie parti del mondo, tra cui l'Italia, gli episodi sono stati trasmessi in streaming, in contemporanea col Giappone, da Crunchyroll, mentre in America del Nord i diritti sono stati acquistati dalla Sentai Filmworks.

#### Episodi
| Nº | Titolo italiano Giapponese 「Kanji」 - Rōmaji                                                     | In onda          | In onda |
| Nº | Titolo italiano Giapponese 「Kanji」 - Rōmaji                                                     | Giapponese       |         |
| 1  | Cambiamento straordinario (Episodio Alfa) 「『異変』アルファ・エピソード」 - Ihen - Arufa Episōdo | 6 ottobre 2014   |         |
| 2  | Idea sbagliata 「『誤想』ミスコンセプション」 - Gosō - Misukonsepushon                            | 13 ottobre 2014  |         |
| 3  | Punto d'incontro 「『邂逅』ランデブーポイント」 - Kaikō - Randebū Pointo                          | 20 ottobre 2014  |         |
| 4  | Signorina capricciosa 「『奇行』カプリシャスレディ」 - Kikō - Kapurishasu Redi                    | 27 ottobre 2014  |         |
| 5  | Età delicata 「『厨二』センシティブエイジ」 - Chūni - Senshitibu Eiji                             | 5 novembre 2014  |         |
| 6  | Pena del peccato 「『罪悪』ヴァイスペナルティ」 - Zaiaku - Vaisu Penaruti                         | 12 novembre 2014 |         |
| 7  | Furia devastante in azione 「『覚醒』ジャガーノートオン」 - Kakusei - Jagānōto On                 | 17 novembre 2014 |         |
| 8  | Holmgang 「『戦争』ホルムガングバトル」 - Sensō - Horumugangu Batoru                              | 24 novembre 2014 |         |
| 9  | La strategia delle ragazze 「『布告』ガールズアプローチ」 - Fukoku - Gāruzu Apurōchi              | 1º dicembre 2014 |         |
| 10 | Il labirinto degli sciocchi 「『迷路』フールズラビリンス」 - Meiro - Fūruzu Rabirinsu             | 8 dicembre 2014  |         |
| 11 | L'errore di Cupido 「『存在』キューピッドエラー」 - Sonzai - Kyūpiddo Erā                         | 15 dicembre 2014 |         |
| 12 | Giorni normali 「『日常』ユージュアルデイズ」 - Nichijō - Yūjuaru deizu                           | 22 dicembre 2014 |         |